# (8731) Tejima
(8731) Tejima  es un asteroide perteneciente al cinturón de asteroides, descubierto el 19 de noviembre de 1996 por Takao Kobayashi desde el Observatorio de Ōizumi, en Japón.

## Designación y nombre
Tejima se designó inicialmente como 1996 WY.
Más adelante fue nombrado por  Seiichi Tejima (1849-1918) quien durante la década de 1870, contribuyó al desarrollo del Museo Educativo (ahora Museo Nacional de Ciencia de Japón). Defendió la importancia de la educación tecnológica. También fue fundador de la Escuela Vocacional para Niñas (ahora Universidad Femenina Kyōritsu).

## Características orbitales
Tejima orbita a una distancia media del Sol de 2,311 ua, pudiendo acercarse hasta 2,028 ua y alejarse hasta 2,593 ua. Tiene una excentricidad de 0,122 y una inclinación orbital de 7,309° grados. Emplea en completar una órbita alrededor del Sol 1282,91 días.

## Características físicas
Su magnitud absoluta es 15,17. 